# Festival international du film de Toronto 1979
Le Festival international du film de Toronto 1979 est la 4e édition du festival. Il s'est déroulé du 6 septembre 1979 au 15 septembre 1979.

## Palmarès
| Prix,                 | Film     | Réalisateur |
| --------------------- | -------- | ----------- |
| People's Choice Award | Best Boy | Ira Wohl    |

## Programme

### Gala de présentation
- Le Mariage de Maria Braun (Die Ehe der Maria Braun) de Rainer Werner Fassbinder
- La Tempête (The Tempest) de Derek Jarman[3]
- Quadrophenia de Franc Roddam
- Black Jack de Ken Loach
- Corps à cœur (Drugstore Romance) de Paul Vecchiali
- Tueurs de flics (The Onion Field) d'Harold Becker

### Cinéma canadien
- Stone Cold Dead (en) de George Mendeluk

### Documentaires
- Best Boy d'Ira Wohl[2]
- Ett anständigt liv (sv) de Stefan Jarl